# Miami Heat 2012-2013
La stagione 2012-13 dei Miami Heat fu la 25ª nella NBA per la franchigia.

## Scelta Draft
| Giro | Chiamata | Giocatore       | Ruolo | Nazionalità | College/Club        |
| ---- | -------- | --------------- | ----- | ----------- | ------------------- |
| 1    | 27       | Arnett Moultrie | AG    | Stati Uniti | MSU Bulldogs        |
| 2    | 34       | Jae Crowder     | AP    | Stati Uniti | Marquette G. Eagles |
| 2    | 57       | İlkan Karaman   | AG    | Turchia     | Karşıyaka           |

### Arrivi/partenze
Mercato e scambi avvenuti durante la stagione:
Arrivi
| N° | Naz.                   | Ruolo | Sportivo        |      | Alt. |     |
| -- | ---------------------- | ----- | --------------- | ---- | ---- | --- |
| 9  | Stati Uniti (bandiera) | A     | Rashard Lewis   | 1978 | 208  | 104 |
| 11 | Stati Uniti (bandiera) | AG    | Chris Andersen  | 1978 | 208  | 103 |
| 24 | Stati Uniti (bandiera) | C     | Jarvis Varnado  | 1988 | 206  | 104 |
| 34 | Stati Uniti (bandiera) | G     | Ray Allen       | 1975 | 196  | 93  |
| 55 | Stati Uniti (bandiera) | C     | Josh Harrellson | 1989 | 208  | 125 |

Partenze
| N° | Naz.                   | Ruolo | Sportivo     |      | Alt. |     |
| -- | ---------------------- | ----- | ------------ | ---- | ---- | --- |
| 21 | Francia (bandiera)     | A     | Ronny Turiaf | 1983 | 208  | 112 |
| 34 | Stati Uniti (bandiera) | A     | Eddy Curry   | 1982 | 213  | 134 |

### Roster
| \| Pos. \| Num. \| Naz. \| Nome \| Altezza \| Peso \| Data nascita \| Provenienza \| \| ---- \| ---- \| ---- \| ---------------- \| ------- \| ------ \| ------------ \| --------------------------------------- \| \| G \| 34 \| \| Allen, Ray \| 196 cm \| 93 kg \| 20-07-1975 \| Connecticut \| \| AG \| 11 \| \| Andersen, Chris \| 208 cm \| 103 kg \| 07-07-1978 \| Blinn \| \| C \| 50 \| \| Anthony, Joel \| 206 cm \| 111 kg \| 09-08-1982 \| UNLV \| \| AP \| 31 \| \| Battier, Shane \| 203 cm \| 100 kg \| 09-09-1978 \| Duke \| \| AG \| 1 \| \| Bosh, Chris \| 211 cm \| 104 kg \| 24-03-1984 \| Georgia Tech \| \| P \| 15 \| \| Chalmers, Mario \| 188 cm \| 86 kg \| 19-05-1986 \| Kansas \| \| P \| 30 \| \| Cole, Norris \| 188 cm \| 77 kg \| 13-10-1988 \| Cleveland State \| \| C \| 55 \| \| Harrellson, Josh \| 208 cm \| 125 kg \| 12-02-1989 \| Kentucky Wildcats \| \| G \| 14 \| \| Harris, Terrel \| 190 cm \| 91 kg \| 10-08-1987 \| OSU Cowboys \| \| AG \| 40 \| \| Haslem, Udonis \| 203 cm \| 107 kg \| 09-06-1980 \| Florida \| \| AG \| 5 \| \| Howard, Juwan \| 206 cm \| 109 kg \| 07-02-1973 \| Michigan \| \| AP \| 6 \| \| James, LeBron \| 203 cm \| 114 kg \| 30-12-1984 \| St. Vincent St. Mary High School (Ohio) \| \| AP \| 22 \| \| Jones, James \| 203 cm \| 98 kg \| 04-10-1980 \| Miami (FL) \| \| A \| 9 \| \| Lewis, Rashard \| 208 cm \| 104 kg \| 08-08-1979 \| Alief Elsik High School (Texas) \| \| G \| 13 \| \| Miller, Mike \| 203 cm \| 99 kg \| 19-02-1980 \| Florida \| \| C \| 45 \| \| Pittman, Dexter \| 211 cm \| 140 kg \| 02-03-1988 \| Texas Longhorns \| \| C \| 24 \| \| Varnado, Jarvis \| 206 cm \| 104 kg \| 01-03-1988 \| Mississippi State \| \| G \| 3 \| \| Wade, Dwyane \| 193 cm \| 96 kg \| 17-01-1982 \| Marquette \| | Allenatore - Erik Spoelstra Assistente/i - Bob McAdoo (Vice-allenatore) - Keith Askins (Vice-allenatore) - Ron Rothstein (Vice-allenatore) - David Fizdale (Vice-allenatore) - Chad Kammerer (Vice-allenatore) - Octavio De La Grana (Vice-allenatore/Scout) - Bill Foran (Preparatore fisico) - Jay Sabol (Preparatore atletico) - Rey Jaffet (Assistente preparatore atletico) - Rob Pimental (Assistente preparatore atletico) Legenda - (C) Capitano - (FA) Free agent - (S) Sospeso - (TW) Contratto Two-way - (GL) Assegnato a squadra G League affiliata - Infortunato Roster • Transazioni · Ultima transazione: 28 giugno 2013 |                        |                  |         |        |              |                                         |
| Pos. | Num. | Naz.                   | Nome             | Altezza | Peso   | Data nascita | Provenienza                             |
| G | 34 | Stati Uniti (bandiera) | Allen, Ray       | 196 cm  | 93 kg  | 20-07-1975   | Connecticut                             |
| AG | 11 | Stati Uniti (bandiera) | Andersen, Chris  | 208 cm  | 103 kg | 07-07-1978   | Blinn                                   |
| C | 50 | Canada (bandiera)      | Anthony, Joel    | 206 cm  | 111 kg | 09-08-1982   | UNLV                                    |
| AP | 31 | Stati Uniti (bandiera) | Battier, Shane   | 203 cm  | 100 kg | 09-09-1978   | Duke                                    |
| AG | 1 | Stati Uniti (bandiera) | Bosh, Chris      | 211 cm  | 104 kg | 24-03-1984   | Georgia Tech                            |
| P | 15 | Stati Uniti (bandiera) | Chalmers, Mario  | 188 cm  | 86 kg  | 19-05-1986   | Kansas                                  |
| P | 30 | Stati Uniti (bandiera) | Cole, Norris     | 188 cm  | 77 kg  | 13-10-1988   | Cleveland State                         |
| C | 55 | Stati Uniti (bandiera) | Harrellson, Josh | 208 cm  | 125 kg | 12-02-1989   | Kentucky Wildcats                       |
| G | 14 | Stati Uniti (bandiera) | Harris, Terrel   | 190 cm  | 91 kg  | 10-08-1987   | OSU Cowboys                             |
| AG | 40 | Stati Uniti (bandiera) | Haslem, Udonis   | 203 cm  | 107 kg | 09-06-1980   | Florida                                 |
| AG | 5 | Stati Uniti (bandiera) | Howard, Juwan    | 206 cm  | 109 kg | 07-02-1973   | Michigan                                |
| AP | 6 | Stati Uniti (bandiera) | James, LeBron    | 203 cm  | 114 kg | 30-12-1984   | St. Vincent St. Mary High School (Ohio) |
| AP | 22 | Stati Uniti (bandiera) | Jones, James     | 203 cm  | 98 kg  | 04-10-1980   | Miami (FL)                              |
| A | 9 | Stati Uniti (bandiera) | Lewis, Rashard   | 208 cm  | 104 kg | 08-08-1979   | Alief Elsik High School (Texas)         |
| G | 13 | Stati Uniti (bandiera) | Miller, Mike     | 203 cm  | 99 kg  | 19-02-1980   | Florida                                 |
| C | 45 | Stati Uniti (bandiera) | Pittman, Dexter  | 211 cm  | 140 kg | 02-03-1988   | Texas Longhorns                         |
| C | 24 | Stati Uniti (bandiera) | Varnado, Jarvis  | 206 cm  | 104 kg | 01-03-1988   | Mississippi State                       |
| G | 3 | Stati Uniti (bandiera) | Wade, Dwyane     | 193 cm  | 96 kg  | 17-01-1982   | Marquette                               |

## Stagione

### Classifica

#### Southeast Division
| 2. | Atlanta Hawks     | 44 | 38 | 53,7 |
| 3. | Wash. Wizards     | 29 | 53 | 35,4 |
| 4. | Charlotte Bobcats | 21 | 61 | 25,6 |
| 5. | Orlando Magic     | 20 | 62 | 24,4 |